# Marc Schneider
Marcus Blake "Marc" Schneider (født 28. april 1973 i Lubbock, Texas, USA) er en amerikansk tidligere roer.
Schneider vandt (sammen med Jeff Pfaendtner, David Collins og William Carlucci) bronze i letvægtsfirer ved OL 1996 i Atlanta. Der deltog i alt 18 lande i konkurrencen, hvor de øvrige medaljetagere var Danmark, der fik guld, samt Canada, der tog sølvmedaljerne. Han deltog også i disciplinen ved OL 2000 i Sydney, hvor amerikanerne sluttede på sjettepladsen.

## OL-medaljer
- 1996:  Bronze i letvægtsfirer